# Pierre de Guibours
Pierre de Guibours, detto Père Anselme de Sainte-Marie o più brevemente Père Anselme (Parigi, 1625 – Parigi, 17 gennaio 1694), è stato uno storico e genealogista francese.

## Biografia
Entrato nell'Ordine degli agostiniani scalzi il 31 marzo 1644, dedicò la propria intera vita agli studi genealogici, pubblicando:
- Le Palais de l'honneur nel 1663, opera in cui, oltre alla genealogia delle case reali di Francia, Lorena e Savoia, è contenuto un trattato completo sull'araldica
- Le Palais de la gloire nel 1664, consacrato alla genealogia di varie famiglie illustri, francesi ed europee
- Science héraldique nel 1674
- Histoire généalogique de la maison royale de la France et des grands officiers de la couronne (1674). Fu il suo migliore amico, Honoré Caille du Fourny, a persuaderlo a pubblicare quest'opera; dopo la morte di Père Anselme, Honoré Caille raccolse i suoi appunti e diede alle stampe nel 1712 una nuova edizione dell'opera, un caposaldo nel suo genere.

Il lavoro fu ripreso e continuato da due confratelli di Guibours, François Baffard e Paul Lucas, che pubblicarono il primo ed il secondo volume della terza edizione nel 1726; tale edizione si componeva di nove volumi in folio, costituendo una storia genealogica e cronologica della Casa reale francese, dei Pari, dei Marescialli di Francia, dei Grand'Ufficiali della Corona e della Casa reale, oltre che delle più antiche casate del Paese.